# Міллгейм (Пенсільванія)
Міллгейм (англ. Millheim) — місто (англ. borough) в США, в окрузі Сентр штату Пенсільванія. Населення — 831 особа (2020).

## Географія
Міллгейм розташований за координатами 40°53′37″ пн. ш. 77°28′36″ зх. д. / 40.89361° пн. ш. 77.47667° зх. д. (40.893609, -77.476534).  За даними Бюро перепису населення США в 2010 році місто мало площу 3,43 км², уся площа — суходіл.

## Демографія
Згідно з переписом 2010 року, у селищі мешкали 904 особи в 377 домогосподарствах у складі 251 родини. Густота населення становила 264 особи/км².  Було 417 помешкань (122/км²).
Расовий склад населення:
| - 98,2 % — білих - 0,1 % — корінних американців - 0,1 % — чорних або афроамериканців |

До двох чи більше рас належало 1,5 %. Частка іспаномовних становила 0,2 % від усіх жителів.
За віковим діапазоном населення розподілялося таким чином: 25,1 % — особи молодші 18 років, 57,1 % — особи у віці 18—64 років, 17,8 % — особи у віці 65 років та старші. Медіана віку мешканця становила 39,9 року. На 100 осіб жіночої статі у селищі припадало 92,8 чоловіків;  на 100 жінок у віці від 18 років та старших — 82,0 чоловіків також старших 18 років.
Середній дохід на одне домашнє господарство  становив 57 558 доларів США (медіана — 53 646), а середній дохід на одну сім'ю — 65 977 доларів (медіана — 63 950). Медіана доходів становила 42 167 доларів для чоловіків та 26 797 доларів для жінок. За межею бідності перебувало 5,0 % осіб, у тому числі 5,4 % дітей у віці до 18 років та 0,0 % осіб у віці 65 років та старших.
Цивільне працевлаштоване населення становило 465 осіб. Основні галузі зайнятості: освіта, охорона здоров'я та соціальна допомога — 25,4 %, роздрібна торгівля — 15,9 %, науковці, спеціалісти, менеджери — 11,2 %, мистецтво, розваги та відпочинок — 10,8 %.